# Bezirk Maloja
Der Bezirk Maloja (rätoromanisch District da Malögiaⓘ, italienisch Distretto di Maloggia) war bis am 31. Dezember 2016 eine Verwaltungseinheit des Schweizer Kantons Graubünden. Am 1. Januar 2017 wurde er durch die Region Maloja ersetzt.

## Die Gemeinden des ehemaligen Bezirks Maloja
| Wappen               | Gemeindename         | PLZ                         | Einwohner (31. Dezember 2023) | Fläche in km² | Einwohner pro km² | Kreis       |
| -------------------- | -------------------- | --------------------------- | ----------------------------- | ------------- | ----------------- | ----------- |
| Bregaglia            | Bregaglia            | 7516, 7602–7606, 7608, 7610 | 1578                          | 251,42        | 6                 | Bergell     |
| Bever                | Bever                | 7502                        | 607                           | 45,75         | 13                | Oberengadin |
| Celerina/Schlarigna  | Celerina/Schlarigna  | 7505                        | 1411                          | 24,02         | 59                | Oberengadin |
| La Punt Chamues-ch   | La Punt Chamues-ch   | 7522                        | 732                           | 63,28         | 12                | Oberengadin |
| Madulain             | Madulain             | 7523                        | 197                           | 16,29         | 12                | Oberengadin |
| Pontresina           | Pontresina           | 7504                        | 2077                          | 118,18        | 18                | Oberengadin |
| St. Moritz           | St. Moritz           | 7500                        | 4926                          | 28,69         | 172               | Oberengadin |
| Samedan              | Samedan              | 7503                        | 2913                          | 113,79        | 26                | Oberengadin |
| S-chanf              | S-chanf              | 7525                        | 706                           | 138,03        | 5                 | Oberengadin |
| Sils im Engadin/Segl | Sils im Engadin/Segl | 7514                        | 708                           | 63,58         | 11                | Oberengadin |
| Silvaplana           | Silvaplana           | 7513                        | 1089                          | 44,77         | 24                | Oberengadin |
| Zuoz                 | Zuoz                 | 7524                        | 1218                          | 65,78         | 19                | Oberengadin |
| Total (12)           | Total (12)           | Total (12)                  | 18’153                        | 973,58        | 19                |             |

## Veränderungen im Gemeindebestand

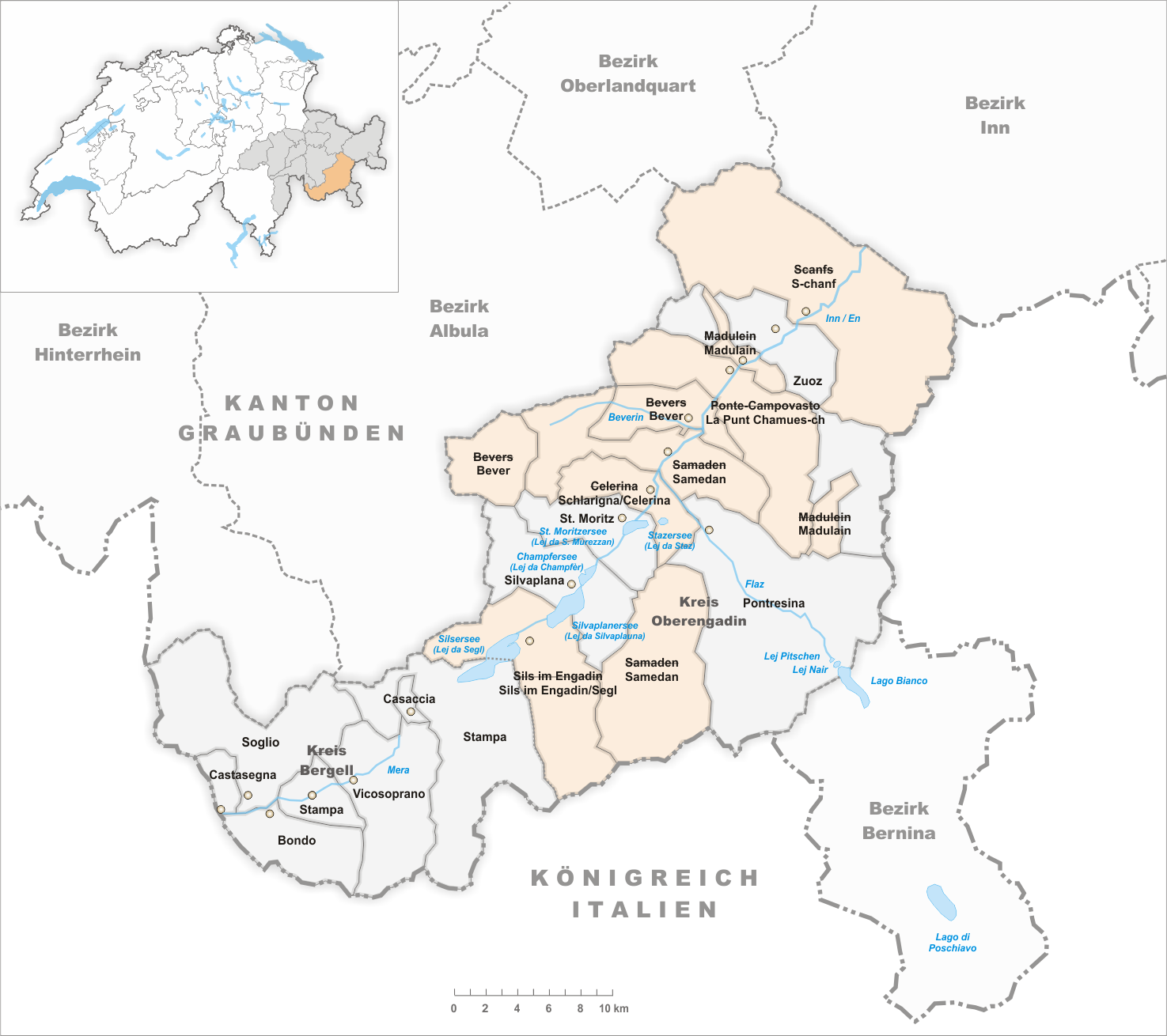
Gemeinden bis 1942
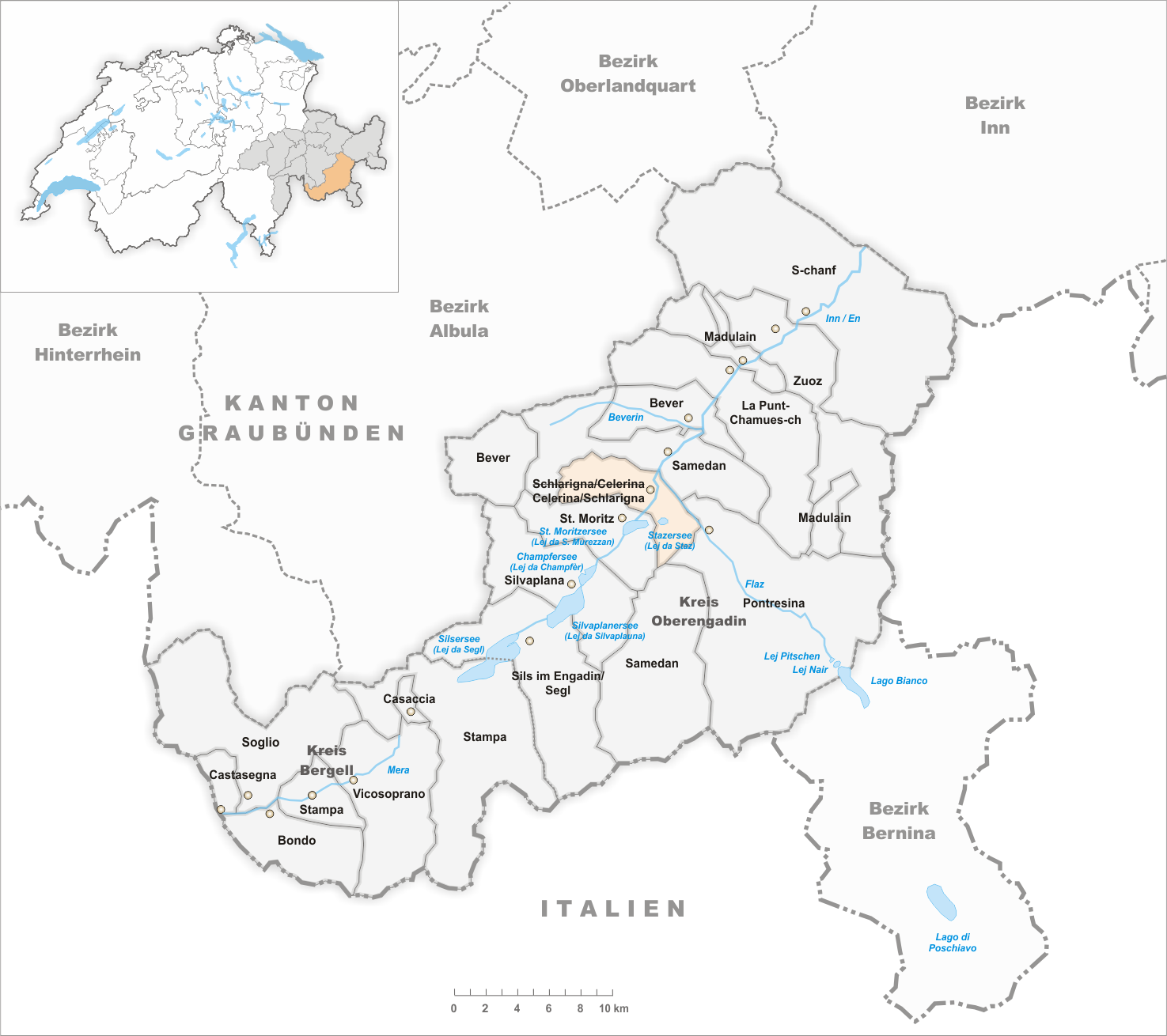
Gemeinden bis 1949
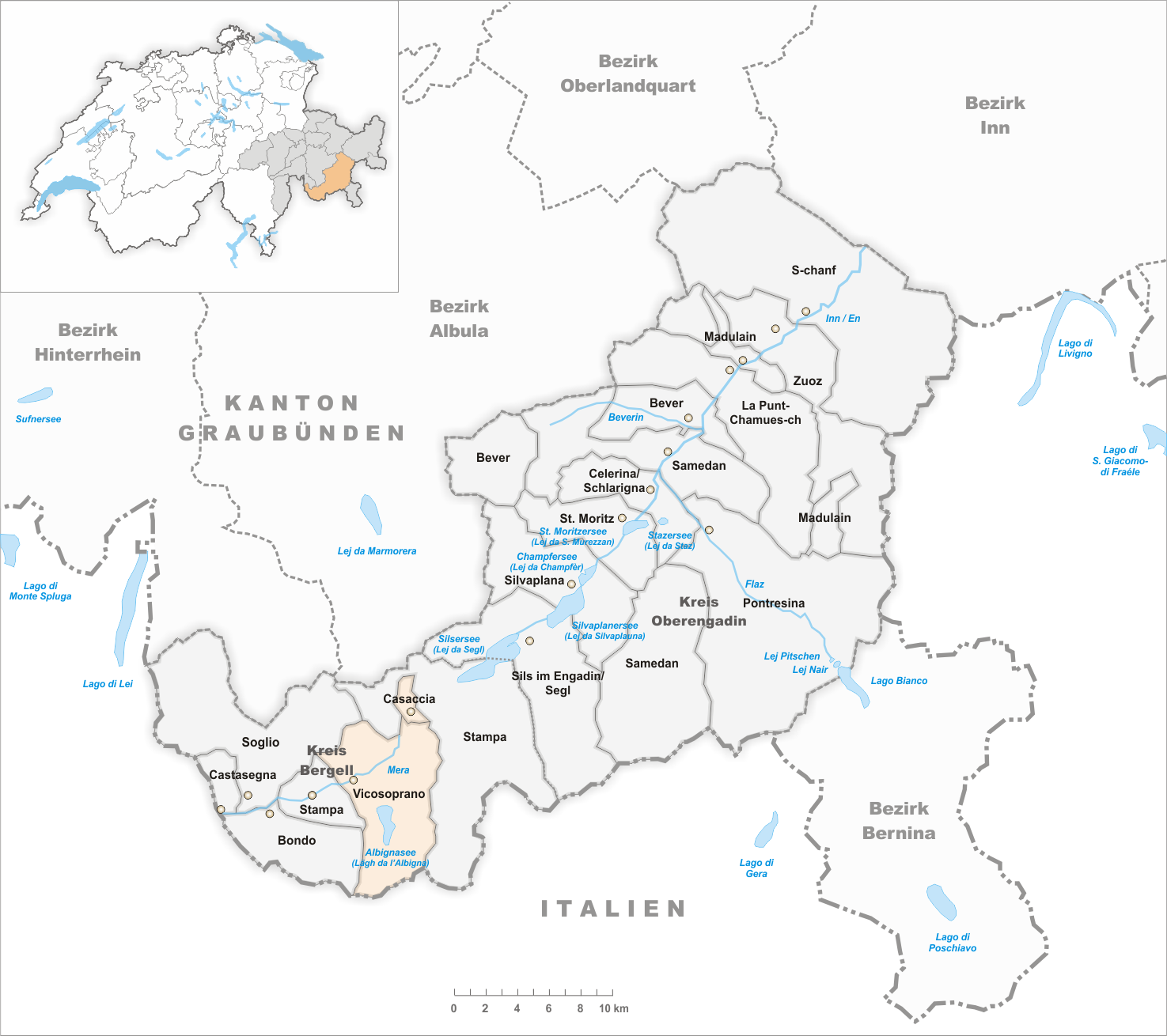
Gemeinden bis 1970
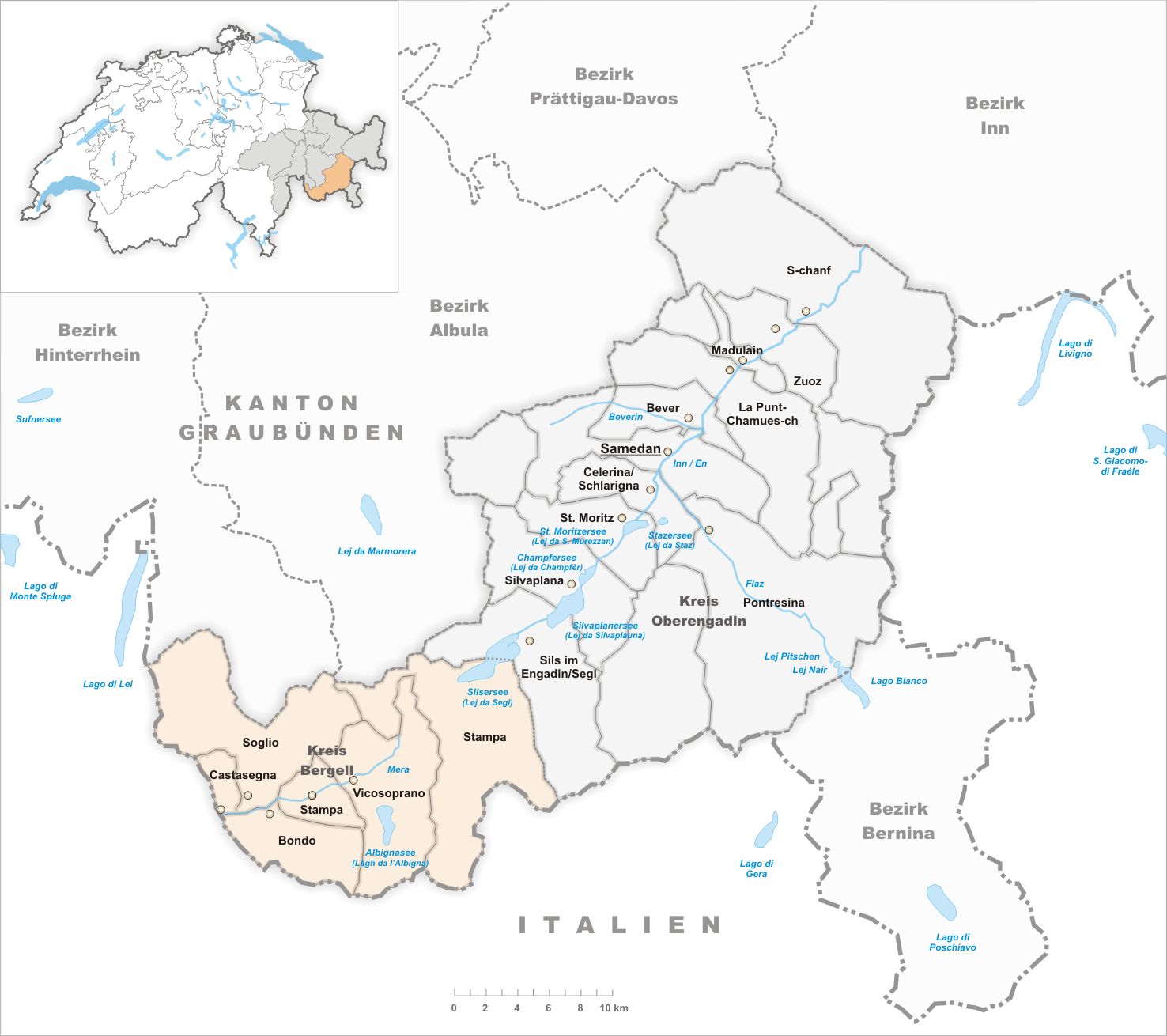
Gemeinden bis 2009
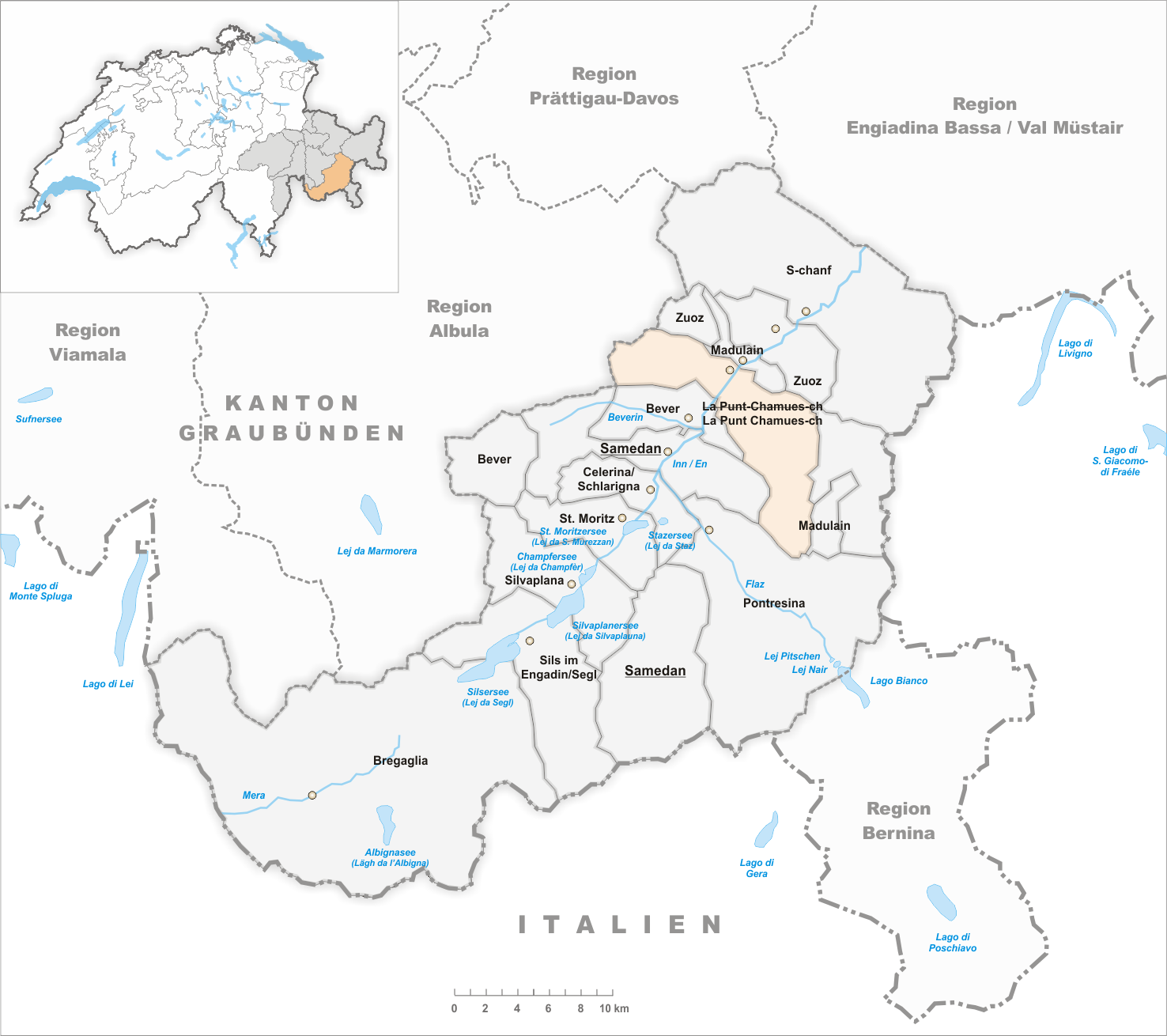
Gemeinden bis 2020

- 1943: Namensänderung von Scanfs → S-chanf
- 1943: Namensänderung von Madulein → Madulain
- 1943: Namensänderung von Ponte-Campovasto → La Punt-Chamues-ch
- 1943: Namensänderung von Bevers → Bever
- 1943: Namensänderung von Celerina → Schlarigna/Celerina
- 1943: Namensänderung von Samaden → Samedan
- 1943: Namensänderung von Sils im Engadin → Sils im Engadin/Segl

- 1950: Namensänderung von Schlarigna/Celerina → Celerina/Schlarigna

- 1971: Fusion Casaccia und Vicosoprano → Vicosoprano

- 2010: Fusion Bondo, Castasegna, Soglio, Stampa und Vicosoprano → Bregaglia

- 2020: Namensänderung von La Punt-Chamues-ch → La Punt Chamues-ch

## Entwicklung der ausländischen Wohnbevölkerung
In der ständigen Wohnbevölkerung im Bezirk Maloja (also diejenigen nicht mitgezählt, die lediglich als in Zweitwohnungen wohnhaft gemeldet sind) zeigt sich in puncto internationale Wanderungsbewegungen in den letzten Jahren Folgendes: Während 2000 die Anzahl der international zugezogenen etwa gleich hoch war wie die Anzahl der international weggezogenen, erreichten die internationalen Zuzüge im Jahre 2005 nahezu die doppelte Anzahl (von 366 auf 736), während die internationalen Wegzüge im selben Zeitraum nur um 23 % gestiegen sind (von 348 auf 451). Für 2006 wird ein Rückgang der internationalen Zuzüge um 7 % verzeichnet (von 736 auf 686), während die internationalen Wegzüge um 10 % gestiegen sind (von 415 auf 497).
Im Vergleich zum Durchschnitt der Bezirke der Schweiz liegt das totale Wanderungssaldo des Bezirks Maloja (also inklusive der interkantonalen und intrakantonalen Zuzüge und Wegzüge in der ständigen Wohnbevölkerung) in jedem der Jahre zwischen 2000 und 2006 um 3 bis 12 Punkte höher oder tiefer. Im Total der Wanderungsbewegungen der ständigen Wohnbevölkerung zeigt sich der Bezirk Maloja also als weitgehend untypisch.